# Ilhas Alexandre

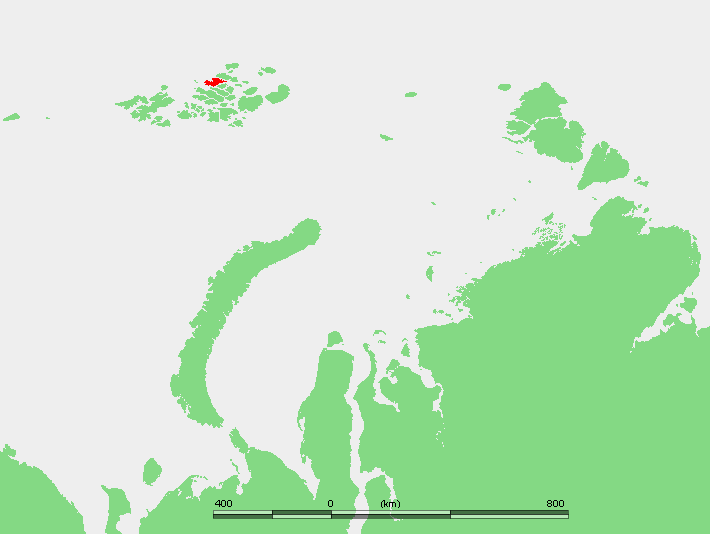
Localização das ilhas Alexandre, a nordeste da ilha Jackson a vermelho no mapa

Ilhas Alexandre (em russo:  Острова Александра, ostrova Aleksandra) é um conjunto de pequenas ilhas desabitadas da Terra de Francisco José, no Ártico Russo. Fazem parte da chamada Terra de Zichy e foram assim chamadas em homenagem ao marechal-de-campo Alexander von Krobatin (1849-1933), ministro imperial da guerra de 1912.

## Geografia
As ilhas Alexandre são um grupo de cinco pequenas ilhas que se encontram na parte setentrional da Terra de Zichy, a norte da parte ocidental da ilha Jackson, a mais longínqua a 4 km da costa. Também são conhecidas como Sputnik (Остров Срутник), Mesamejutnyj (Остров Мезамеютный) e Pervatčok (Остров Первачок). 
A maior das cinco ilhas fica no centro do grupo, tem uma altitude máxima de 46 m e diâmetro de 900 m. As outras não atingem diâmetros além de 100 m. Todo o grupo está livre de gelos.